# František Šulc (kézilabdázó, 1978)
František Šulc (Nagyszombat, 1978. december 13. –) szlovák válogatott kézilabdázó.

## Pályafutása

### Klubcsapatban
Az 1,86 méter magas és 90 kg-os Šulc pályafutását szülővárosában, a Trnavában kezdte. Fiatal korában megfordult még Topolyán és Érsekújvárott, majd a Nové Zámky játékosa lett. 2000-ben szlovák kupagyőztes lett, miközben bemutatkozhatott a nemzetközi kupaküzdelmekben is, az EHF-kupában. 2004-ben csatlakozott a német másodosztályban szereplő SG Leutershausenhez. Két szezont követően a TSG Friesenheim, majd újabb egy év elteltével a HSG Düsseldorf játékosa lett. Miután a HSG a 2009-2010-es szezon végén kiesett az élvonalból, Šulc Magyarországon, a Pick Szegedben folytatta pályafutását.
A csongrádi együttesben három és fél szezont töltött el, ez idő alatt három alkalommal szerzett ezüstérmet a bajnokságban a nagy rivális MKB Veszprém mögött. Bemutatkozhatott a Bajnokok Ligájában is, ahol a 2010-11-es és a 2012-13-as szezonban is a nyolcaddöntőben esett ki csapatával. Ő a Pick Szeged gólrekordere a legrangosabb európai kupasorozatban 205 góllal. 2014 nyarán Katarba igazolt, majd egy év múlva befejezte pályafutását.

### A válogatottban
Šulc a szlovák válogatottban 60 alkalommal szerepelt és 249 gólt szerzett. Részt vett a 2008-as Európa-bajnokságon, a 2009-es világbajnokságon és a 2011-es világbajnokságon is.